# Mosette
 (mai 2025).
Si vous disposez d'ouvrages ou d'articles de référence ou si vous connaissez des sites web de qualité traitant du thème abordé ici, merci de compléter l'article en donnant les références utiles à sa vérifiabilité et en les liant à la section « Notes et références ».

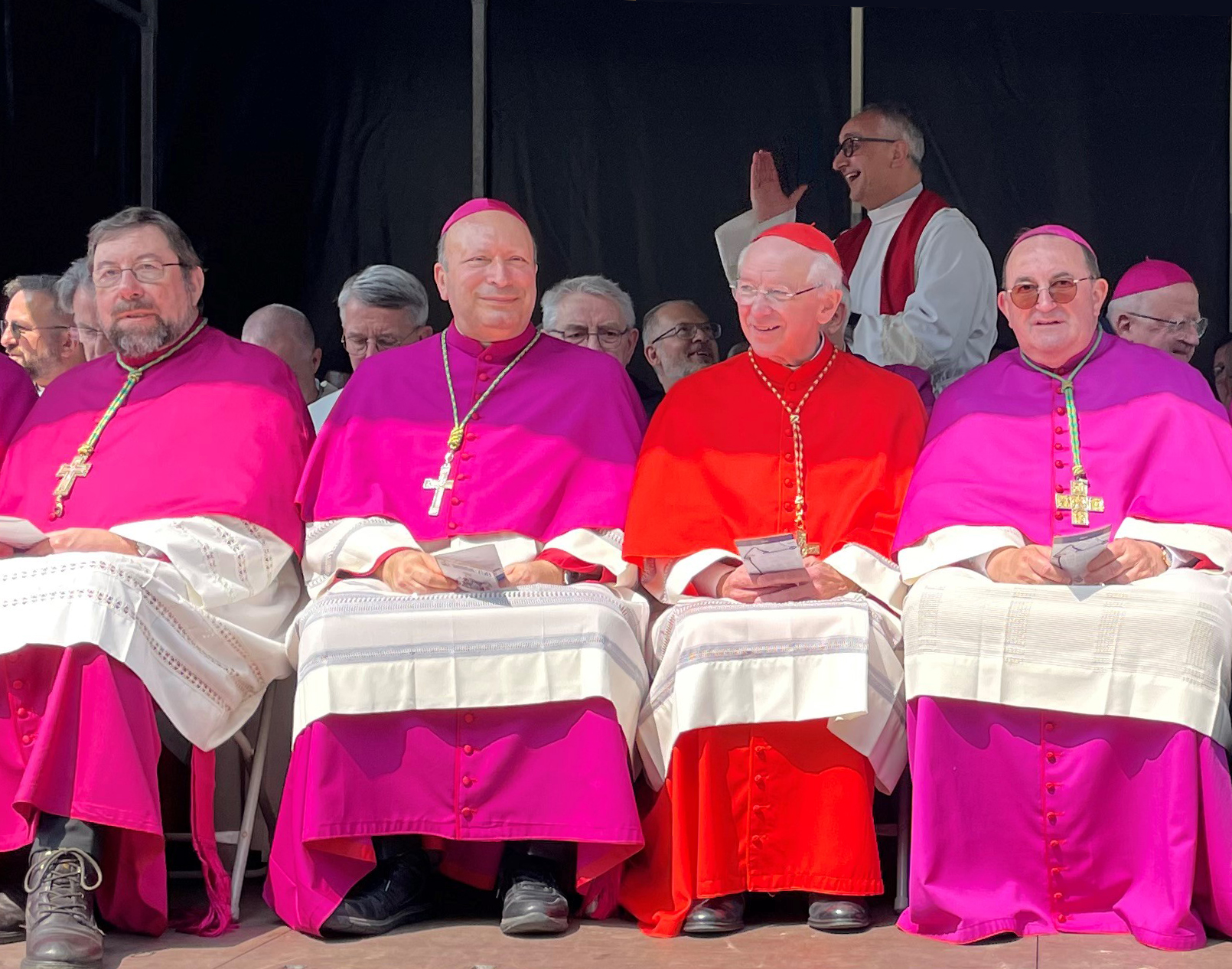
Un cardinal (3e à gauche) et trois évêques en habit de chœur avec mosette.

La mosette ou mozette est un vêtement liturgique catholique, sous la forme d'une courte pèlerine couvrant les épaules jusqu'aux coudes, portée par certains clercs au-dessus de l'habit de chœur (en). Elle se distingue de la pélerine, portée ouverte sur la soutane. 
Marquant le pouvoir de juridiction, elle est portée par les dignitaires ecclésiastiques comme le pape, les cardinaux, les évêques et certains prélats dans les cultes catholique et anglican. 

## Description
Le terme, dont l'existence en français remonte au milieu du XVIIe siècle est emprunté à l'italien mozzetta, provenant du latin médiéval muceta, dérivé de mutiare, « couper » ; en italien mozzo, « coupé, raccourci ».
La mosette est un manteau court fermé sur le devant par une rangée de boutons. Autrefois dotée d'une capuche fonctionnelle, elle n'en conserve aujourd'hui qu'une ornementale (la « cuculle ») dans le cas de la mosette papale. Chez les évêques, la capuche a été supprimée en raison de l'incompatibilité avec le galero. Les chanoines portent parfois une petite capuche décorative cousue à la mosette. Fabriquée traditionnellement en laine, elle peut être en soie moirée dans certains cas rares.

## Utilisation
La mosette fait partie de l'habit de chœur et est portée par les évêques, cardinaux, le pape, certains chanoines, abbés et membres de confréries ou d'ordres religieux. Elle est revêtue au-dessus du rochet ou de l'habit de chœur, et une étole peut être ajoutée lors d'actes liturgiques précis. Le pape, contrairement aux autres clercs, peut porter la mosette et l'étole en dehors des célébrations liturgiques.
Les simples prêtres, ainsi que certains prélats comme les protonotaire apostoliques ou les  membres de la famille pontificale, ne portent pas de mosette, mais parfois un mantelet dans des cas spécifiques (par exemple, les chanoines de la basilique Saint-Pierre à Rome).

## Couleurs et rangs
La couleur de la mosette indique le rang du porteur :
- Le pape porte :
  - Une mosette rouge en velours avec bordure d'hermine (de novembre à Pâques) ;
  - Une mosette rouge en soie (de Pentecôte à octobre) ;
  - Une mosette blanche en damas avec ou sans bordure d'hermine (pendant le temps pascal).
- Les cardinaux portent une mosette écarlate (pourpre cardinalice).
- Les évêques portent une mosette violette (paonazzo romano) avec boutons et bordures cramoisis.
- Les chanoines, doyens ou vicaires portent souvent une mosette noire avec boutons et liserés violets ou cramoisis, selon les diocèses. Dans certaines régions, comme l'archidiocèse de Salzbourg, les chanoines portent une mosette rouge cerise.
- Les abbés portent une mosette de la couleur de leur habit religieux, par exemple noire pour les bénédictins ou blanche pour les prémontrés.
- Les recteurs de basilique mineures peuvent porter une mosette noire en soie avec liseré rouge, conformément à un décret de 1989[2].
- Certains membres de confréries, d'ordres chevaleresques ou de chapitres portent des mosettes de couleurs variées, sans nécessairement être prêtres.

## Histoire
Apparue comme un manteau à capuche, la mosette évolue au fil des siècles pour devenir un vêtement liturgique symbolique. Elle était souvent ornée d'hermine ou, plus rarement, de fourrures comme le vison (par exemple, une mosette doublée de vison offerte à Paul VI en 1964). 
Son usage décline sous Jean-Paul II, qui la porte rarement, mais est relancé par Benoît XVI, qui réintroduit des variantes comme la mosette blanche damassée sans hermine. Le pape François choisit de ne pas la porter, même lors de sa première apparition en 2013, rompant avec la tradition de ses prédécesseurs.

## Galerie

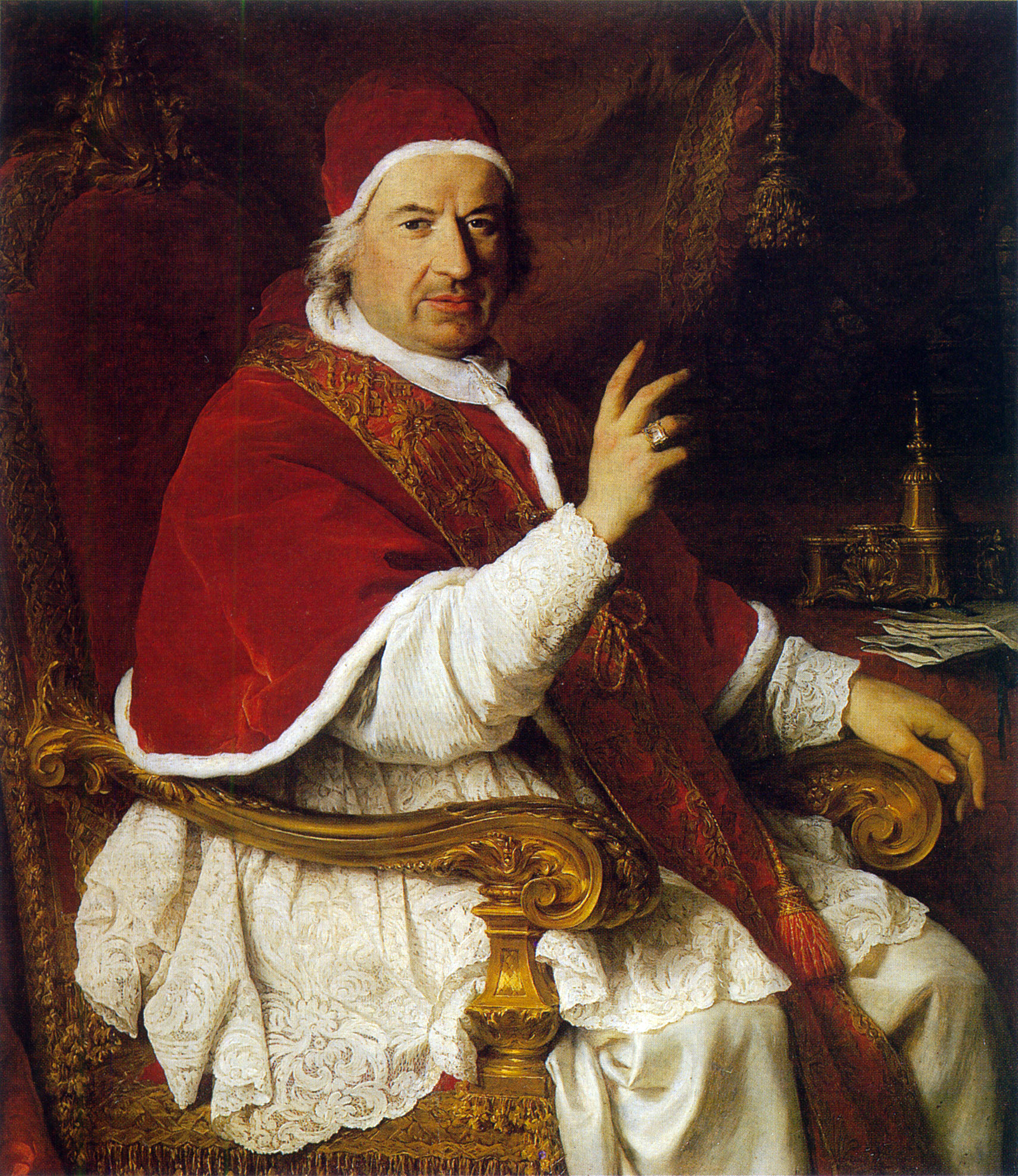
Benoît XIV avec camauro et mosette rouge
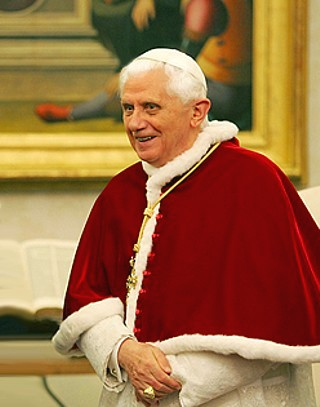
Benoît XVI avec mosette rouge en velours et hermine
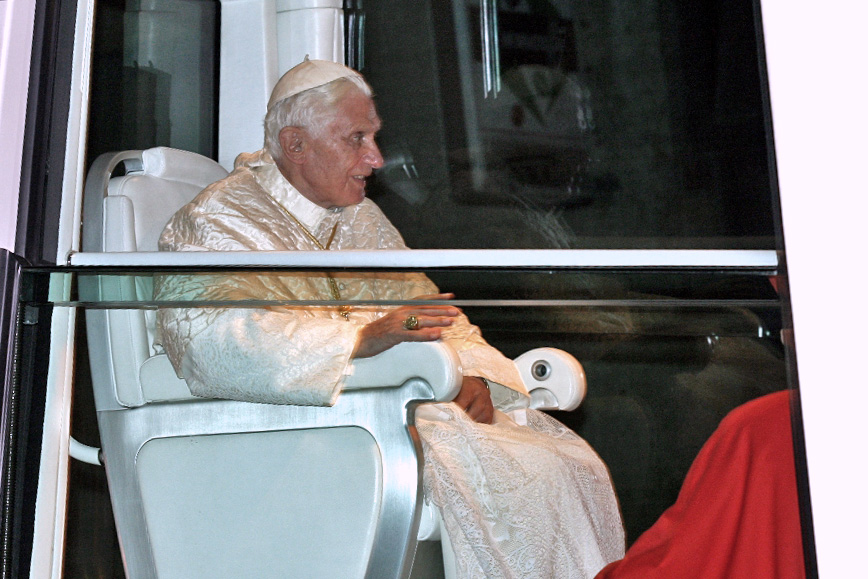
Benoît XVI avec mosette blanche damassée sans hermine
Cardinal William Goh avec mosette écarlate